# Cá trích mình dày
Cá trích mình dày hay cá trích sông (Danh pháp khoa học: Alosa) là một chi trong Họ Cá trích. Chúng rất khác biệt với các loài trong họ bằng việc có một cơ thể dày hơn và sinh sản ở các con sông. Một số loài có thể được tìm thấy tại các vùng nước ở cả hai bờ của Đại Tây Dương và Địa Trung Hải. Alosa cũng có thể được tìm thấy trên khắp vùng biển Caspi và biển Đen. Nhiều cá thể được tìm thấy trong vùng nước ngọt trong mùa sinh sản và một số chỉ được tìm thấy trong vùng nước ngọt nơi đất liền.

## Đặc điểm
Hầu hết các loài Alosa nặng 300 gram (11 oz) hoặc ít hơn, với một loài, Alosa pontica, trọng lượng lên đến 2 kg. Alosa nói chung là cá biển khơi, chủ yếu là bơi ngược vào sông để đẻ trứng, trừ những loài sống hoàn toàn trong môi trường nước ngọt. Các loài Alosa thường di cư và bơi thành bầy, chúng đẻ trứng vào cuối mùa xuân đến mùa hè. Hầu hết các cá thể chết ngay sau khi sinh sản. Tuổi thọ của loài Alosa có thể lên đến 10 năm, nhưng điều này thường không phổ biến, vì nhiều cá thể chết ngay sau khi đẻ trứng.
Cá trích mình dày được cho là duy nhất trong số các loài cá trong việc tiến hóa khả năng phát hiện siêu âm (âm thanh ở tần số trên 20 kHz, đó là giới hạn của người nghe). Điều này lần đầu tiên được phát hiện bởi các nhà sinh học thủy sản nghiên cứu một loài cá trích mình dày gọi là cá trích mình dày lưng lam (Alosa aestivalis). Khả năng này được cho là để giúp chúng tránh mặt cá heo mà cách săn mồi tìm thấy con mồi bằng cách sử dụng vị bằng tiếng vang.

## Các loài
- Alosa aestivalis (Mitchill, 1814) (cá trích lưng lam)
- Alosa agone (Scopoli, 1786) (agone)
- Alosa alabamae D. S. Jordan & Evermann, 1896 (cá trích Alabama)
- Alosa algeriensis Regan, 1916 (cá trích Bắc Phi)
- Alosa alosa (Linnaeus, 1758) (cá trích Allis)
- Alosa braschnikowi (Borodin, 1904) (cá trích biển Caspi)
- Alosa caspia (Eichwald, 1838) (cá trích Caspi)
  - Alosa caspia caspia (Eichwald, 1838) (cá trích Caspi)
  - Alosa caspia knipowitschi (Iljin, 1927) (cá trích Enzeli)
  - Alosa caspia persica (Iljin, 1927) (cá trích Astrabad)
- Alosa chrysochloris (Rafinesque, 1820) (cá trích skipjack)
- Alosa curensis (Suvorov, 1907) (cá trích Kura)
- Alosa fallax (Lacépède, 1803) (cá trích Twaite)
- Alosa immaculata E. T. Bennett, 1835 (cá trích Hắc Hải)
- Alosa kessleri (Grimm, 1887) (cá trích ngược dòng Caspi)
- Alosa killarnensis Regan, 1916 (cá trích Killarney)
- Alosa macedonica (Vinciguerra, 1921) (cá trích Macedonia)
- Alosa maeotica (Grimm, 1901) (cá trích biển Đen)
- Alosa mediocris (Mitchill, 1814) (cá trích Hickory)
- Alosa pseudoharengus (A. Wilson, 1811) (alewife)
- Alosa sapidissima (A. Wilson, 1811) (cá trích Mỹ)
- Alosa saposchnikowii (Grimm, 1887) (cá trích Saposhnikov)
- Alosa sphaerocephala (L. S. Berg, 1913) (cá trích Agrakhan)
- Alosa tanaica (Grimm, 1901) (cá trích Azov)
- Alosa vistonica Economidis & Sinis, 1986 (cá trích Thrace)
- Alosa volgensis (L. S. Berg, 1913) (cá trích Volga)

## Thư viện ảnh

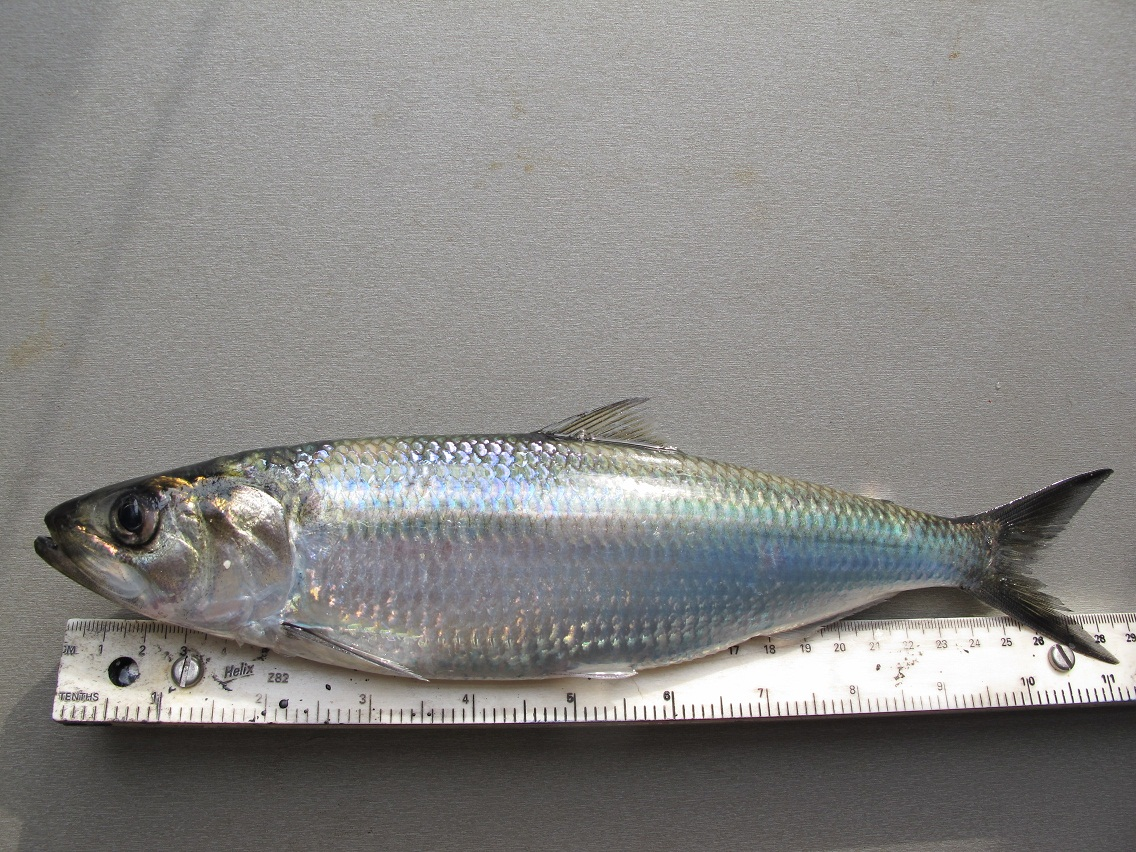
Alosa maeotica
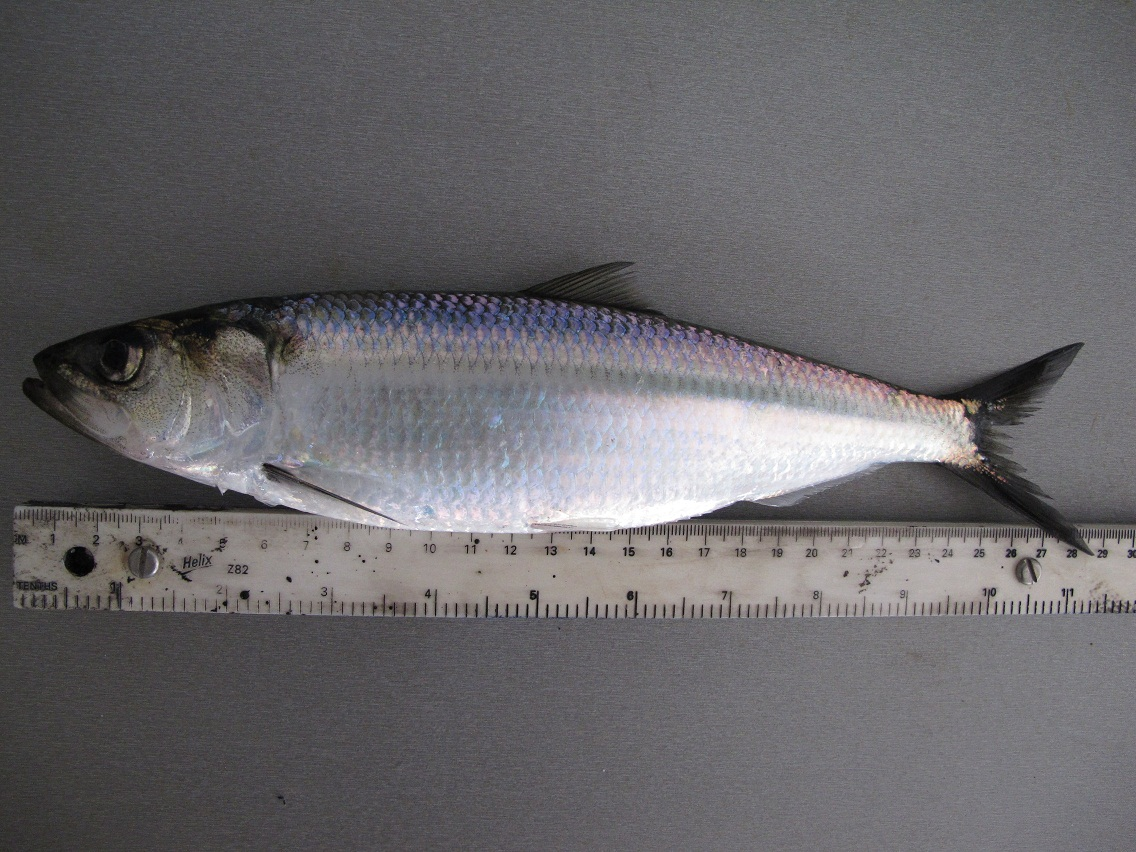
Alosa maeotica
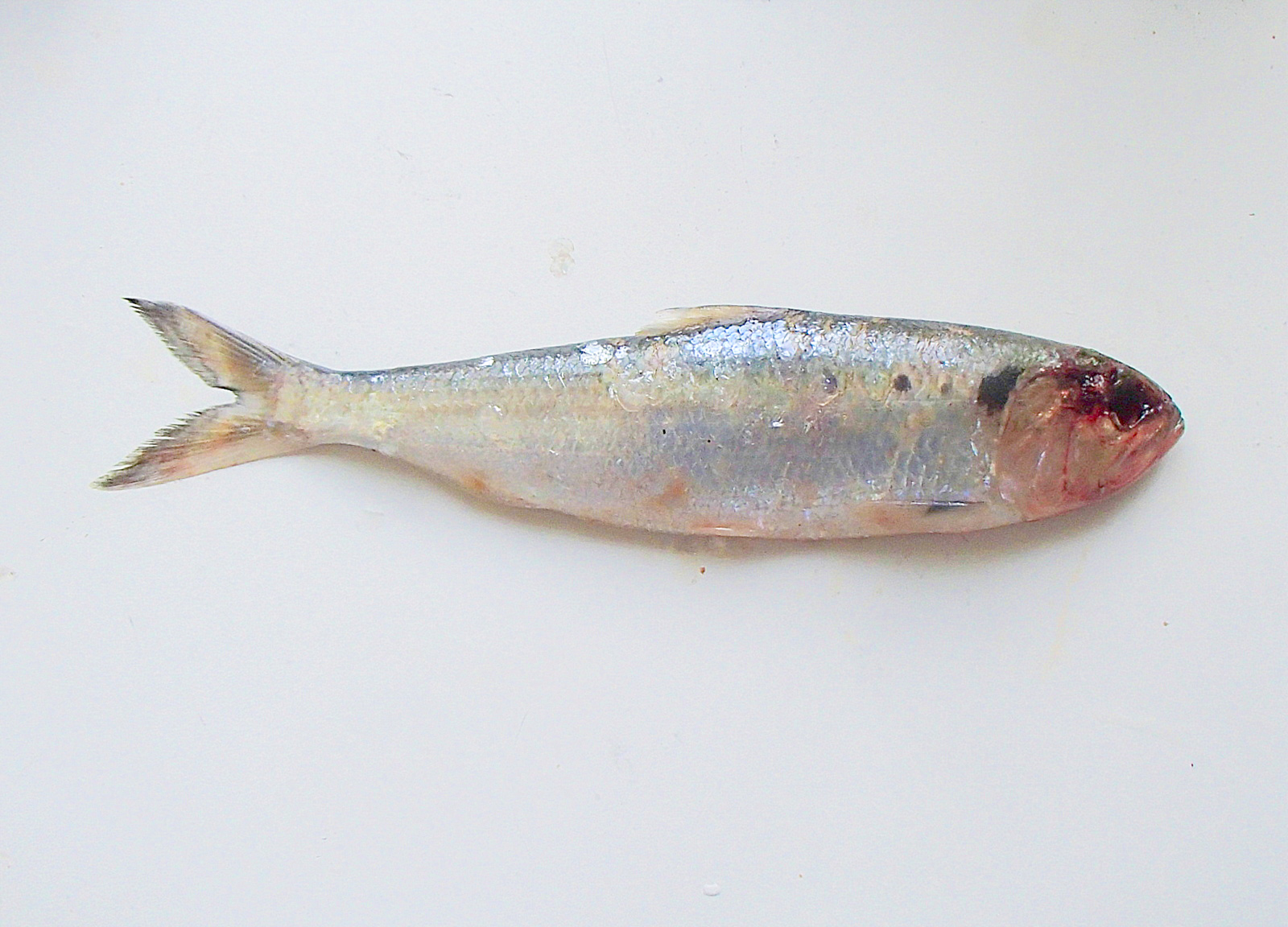